# Omaha, Nebraska
Acest articol se referă la orașul din statul american Nebraska. Pentru orice alte utilizări ale cuvântului, vedeți Omaha (dezambiguizare).
Omaha este cel mai mare oraș din statul Nebraska, Statele Unite ale Americii și  centrul administrativ al comitatului Douglas. Conform estimării făcute de Biroul recensământului SUA în 2008, orașul avea o populație de 432.931 de locuitori, fiind al 42-lea ca mărime din SUA, iar împreună cu suburbiile formează  o zonă metropolitană întinsă pe 8 comitate și care are o populație estimată la 830.000 de locuitori fiind a 60-a ca mărime din SUA.

## Istorie
Orașul a fost înființat oficial pe 4 iulie 1854 în timpul unui picnic desfășurat pe Capital Hill. Pe locul actualului oraș au trăit diferite triburi de amerindieni.

## Personalități născute aici
- Barry C. Barish (n. 1936), fizician, laureat Nobel;
- Steve Borden (n. 1959), cunoscut ca Sting, wrestler, culturist.